# La Femosa
La Femosa és una partida de l'Horta de Lleida, a l'esquerra del riu Segre. Es troba entre les partides de Vinatesa i de Fontanet, una de les més fèrtils del terme. Pertany a la ciutat de Lleida.
Limita amb les següents partides:
- Al nord amb el Pla de Lleida.
- Al nord-est amb Quatre Pilans.
- A l'est amb Grealó.
- Al sud amb Vinatesa.
- A l'oest amb la partida de Copa d'Or.

La partida és creuada de llevant a ponent pel Riu Femosa.